# Javier Vidales
Francisco Javier Rodríguez Vidales (Astorga, León, España, 14 de septiembre de 1965), conocido como Javier Vidales, es un exfutbolista, entrenador y director deportivo de fútbol español.

## Trayectoria
Empezó como futbolista en los filiales del Real Sporting de Gijón pero abandonó su práctica muy pronto, por lo que se dedicó a entrenar, primero a clubes aficionados asturianos, y luego en la Escuela de fútbol de Mareo donde dirigió a los equipos de categoría alevín, en la que conquistó el Torneo Nacional de Fútbol 7, además de a los infantiles y juveniles. En 1997 alcanzó el banquillo del Real Sporting de Gijón "B" en Segunda División B. Al año siguiente simultaneó dicho cargo con el de segundo entrenador de Antonio López en el primer equipo.
En los años siguientes salió del Sporting y pasó por varios equipos de Segunda B, como la Gimnástica Segoviana C. F., el C. D. Lugo, la U. D. Pájara Playas de Jandía y la U. D. Vecindario, con un paréntesis para entrenar al U. P. Langreo en Tercera División. En 2006 se convirtió en secretario técnico de la U. D. Las Palmas, donde también actuó como segundo entrenador en el periodo en que Juanito Rodríguez dirigió al primer equipo. El 3 de diciembre de 2008 se hizo cargo del banquillo del club canario debido el cese de Juan Manuel Rodríguez; sin embargo, no acabó la temporada ya que sufrió el mismo destino que su antecesor.
Desde esa destitución se quedó sin equipo hasta que, el 5 de enero de 2010, volvió a ser nombrado entrenador del Sporting "B", en sustitución de Abelardo Fernández, hasta el final de la temporada 2010-11. Al término de la misma se incorporó al organigrama técnico de la Escuela de fútbol de Mareo como responsable del área de metodología y formación, cargo que ocupó hasta que presentó su dimisión el 10 de septiembre de 2013.
Tras dejar el Sporting se marchó a Venezuela, donde se estableció como director general Deportivo, primero en la Academia Puerto Cabello Club de Fútbol durante tres años, para, en 2016, pasar a la Fundación Dynamo Club de Fútbol de Margarita y paralelamente realizó labores de Scout en Sudamérica para la U. D. Las Palmas.
Desde septiembre de 2017 se desempeñó como director deportivo de la academia del Club Atlético de Madrid. El 21 de junio de 2023 fue contratado para el puesto de director deportivo del Real Avilés de la Segunda Federación. Fue destituido el 7 de mayo de 2024, tras caer el equipo en la eliminatoria de permanencia en Segunda Federación.
En julio de 2024 volvió a la estructura deportiva de la U. D. Las Palmas como ojeador del club de Primera División.

## Clubes
| Club                          | País   | Año       |
| ----------------------------- | ------ | --------- |
| Real Sporting de Gijón "B"    | España | 1997-1999 |
| Gimnástica Segoviana C. F.    | España | 1999-2000 |
| U. P. Langreo                 | España | 2001-2002 |
| C. D. Lugo                    | España | 2002-2003 |
| U. D. Pájara Playas de Jandía | España | 2003-2004 |
| U. D. Vecindario              | España | 2004-2005 |
| U. D. Las Palmas              | España | 2008-2009 |
| Real Sporting de Gijón "B"    | España | 2010-2011 |